# Nicolae Titulescu (Olt)
Pour l’article homonyme, voir Nicolae Titulescu.
Nicolae Titulescu est une commune du județ d'Olt en Roumanie.